# Маура (местечко)
Мау́ра — местечко в Кирилловском районе Вологодской области России.
Образовано постановлением правительства области от 24 сентября 2012 года. Входило в состав Горицкого сельского поселения, с точки зрения административно-территориального деления — в Горицкий сельсовет, а с упразднением сельского поселения Горицкое в 2015 году входит в состав городского поселения город Кириллов.
Расположено рядом с горой Маура, от которой и получило своё название, вблизи автодороги Кириллов — Горицы и озера Аристово (Константиновское). Расстояние по автодороге до Кириллова — 6 км, до Гориц — 1,5 км. Ближайшие населённые пункты — Горицы, Сандырево.
На территории местечка установлена телевышка. К моменту образования населённого пункта в нём проживали 28 человек.